# Palazzo Maria Luigia

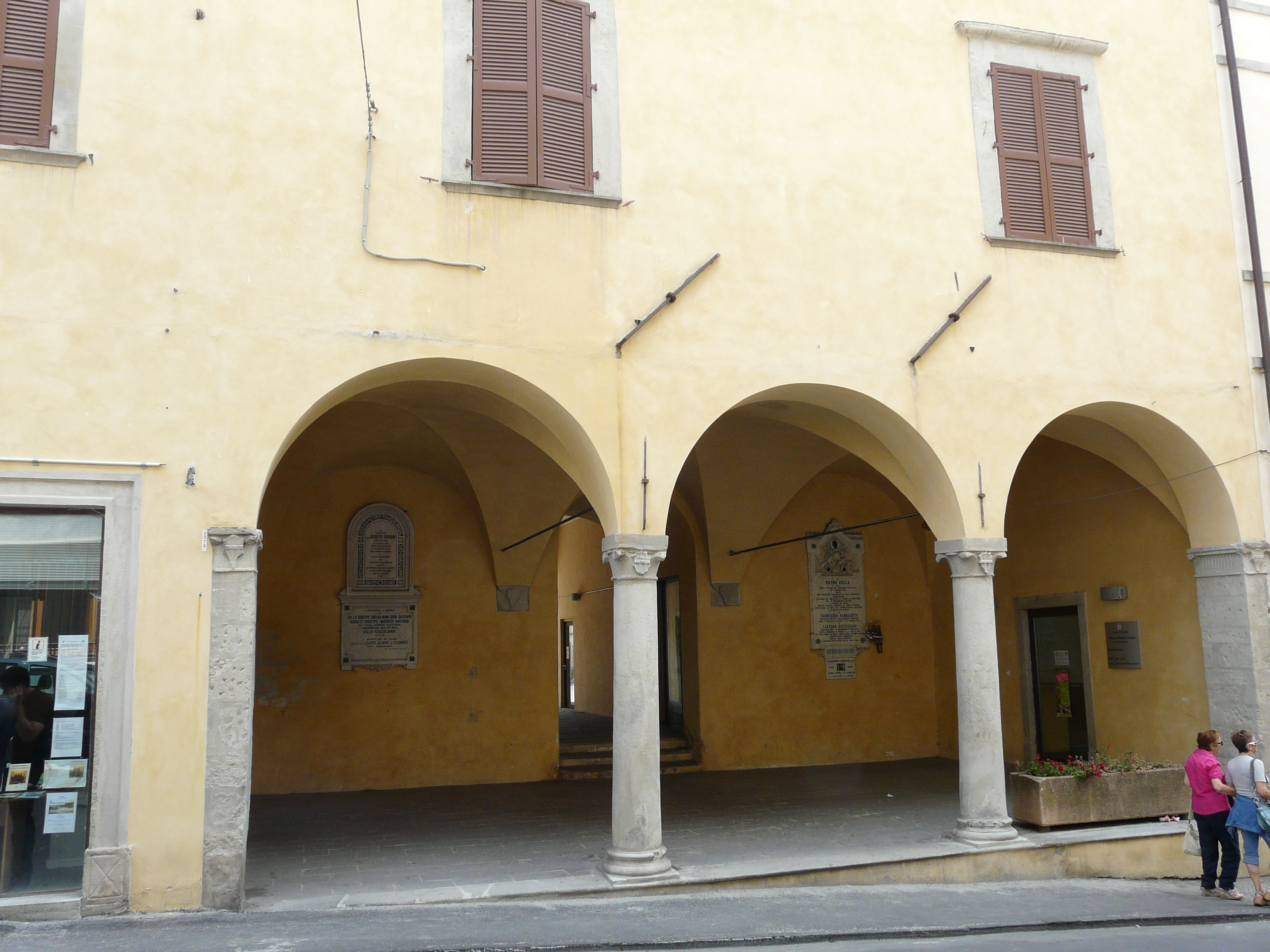
Eingangsvorhalle des Palazzo Maria Luigia in Bardi

Der Palazzo Maria Luigia, auch Palazzo Vecchio oder Teatro Maria Luigia, ist ein Palast der Renaissance und des Klassizismus in Bardi in der italienischen Region Emilia-Romagna. Er liegt in der Via Pietro Cella 13 und beherbergt die Gemeindeverwaltung, den Saal des Teatro Maria Luigia, die Gemeindebibliothek und das Fremdenverkehrsamt.

## Geschichte
Der Palast wurde im 16. Jahrhundert als Sitz der Gemeindeverwaltung im Stile der Renaissance erbaut.
Das Gebäude wurde 1831 durch Einbau eines Theaters in seinem Inneren erweitert und umgebaut, was die Herzogin von Parma, Marie-Louise von Österreich, auf Ersuchen des Ältestenrates der Gemeinde Bardi finanzierte.
1870 verlegte die Gemeinde ihren Sitz in die Burg, wobei sie auch das Archiv mit verlegte.
2003 ließ die Gemeindeverwaltung Umbauarbeiten an dem Palast durchführen und ihn in eine Mehrzweckgebäude verwandeln. Das alte Theater, das fast vollständig verloren war, wurde in ein Konferenzzentrum umgebaut.
Ende 2018 wurde der Palast erneut Sitz der Gemeindeverwaltung; die Büros sind auf drei Stockwerke anschließend an den ehemaligen Theatersaal, die Gemeindebibliothek und das Fremdenverkehrsamt verteilt.

## Beschreibung
Das Gebäude hat einen U-förmigen Grundriss; der Eingang ist entweder von der Hauptstraße aus durch eine Vorhalle oder vom großen Platz hinter dem Gebäude.
Die asymmetrische, verputzte Fassade ist in zwei Teile geteilt, die sich durch unterschiedliche Farbgebung unterscheiden. Der hohe, nördliche Teil zeichnet sich durch eine Vorhalle mit drei Rundbogenarkaden aus, gestützt durch Steinsäulen mit lotiformen Kapitellen. Die mit Bossenwerk versehene Ecke links unterscheidet sich von den anderen durch ihre Anschrägung. Im ersten Obergeschoss sind die Fensteröffnungen mit Rahmen und Architraven in Stein versehen, im zweiten Obergeschoss aber nicht. Letztere liegen oberhalb eines ausgeformten Gesimses. Der niedrigste, südliche Teil dagegen besitzt vier oberirdische Stockwerke, unterteilt durch eine Reihe von horizontalen Steinbändern; die Fensteröffnungen sind durch einfache Rahmen begrenzt. Die mit Bossenwerk versehene Ecke schließt die Fassade nach rechts ab.
Auch die Rückfassade ist zweigeteilt. Der niedrige mittlere Baukörper und der Nordflügel sind durch die Anschrägung des Mauerwerks gekennzeichnet. In der Mitte liegt der Eingang durch einen Korbbogen, der mit dem Haupteingang durch eine Galerie mit Tonnengewölbedecke verbunden ist. Der hohe Südflügel, der drei Stockwerke hat, unterscheidet sich von den anderen durch eine Ecke mit Bossenwerk auf der linken Seite.
Innen gelangt man durch eine Vorhalle mit Kreuzgewölbedecke zum Technologiesaal. Dort befindet sich auch das Konferenzzentrum, in dem von dem alten Theater nur der kleine Holzbalkon erhalten ist, der als Galerie genutzt wird. Im ersten Obergeschoss liegen die Gemeindebibliothek, die über 10.000 Bücher hat, der Ratssaal und das Büro des Bürgermeisters.